# Vinodol
Vinodol je obec na Slovensku v okrese Nitra. Obec leží na řece Nitra. Obec vznikla v roce 1960 sloučením obcí Dolný Vinodol (do roku 1948 Dolný Síleš) a Horný Vinodol (do roku 1948 Horný Síleš). Podle četných archeologických nálezů bylo území obce osídleno již v pravěku a v raném středověku. První písemná zmínka o obci pochází z roku 1113, kdy nynější Horný Vinodol byl uveden v tzv. Zoborské listině pod názven Zoulous.

## Pamětihodnosti
- reformovaný kostel z roku 1790 v klasicistním slohu v Dolním Vinodolu

- neobarokní římskokatolický kostel z roku 1896 v Horním Vinodolu